# Electric Eye (video)
Electric Eye —en español, Ojo eléctrico— es un DVD recopilatorio de la banda británica de heavy metal Judas Priest, publicado en 2003 por el sello Sony Music. El disco cuenta con todos los vídeos musicales grabados durante 1980 a 1990, además de las presentaciones en vivo en los programas de la BBC; The Old Grey Whistle Test y Top of the Pops grabados entre 1975 y 1980. Por último, contiene el concierto en vivo grabado durante la gira Fuel for Life Tour en la ciudad de Dallas en Texas de 1986, que anteriormente había sido publicado en formato VHS bajo el título de Priest...Live! en 1987.
En el año 2005 fue certificado con disco de platino en los Estados Unidos, luego de superar las cien mil unidades vendidas.

## Lista de canciones

### Videos musicales
Entre paréntesis el año en que el video fue grabado: 

| N.º | Título                                   | Duración |  |
| 1.  | «Living After Midnight» (1980)           | 3:33     |  |
| 2.  | «Breaking the Law» (1980)                | 2:40     |  |
| 3.  | «Don't Go» (1981)                        | 3:20     |  |
| 4.  | «Heading Out to the Highway» (1981)      | 3:48     |  |
| 5.  | «Hot Rockin'» (1981)                     | 3:07     |  |
| 6.  | «You've Got Another Thing Comin'» (1982) | 4:23     |  |
| 7.  | «Freewheel Burning» (1984)               | 4:37     |  |
| 8.  | «Love Bites» (1984)                      | 4:04     |  |
| 9.  | «Locked In» (1986)                       | 4:02     |  |
| 10. | «Turbo Lover» (1986)                     | 4:39     |  |
| 11. | «Johnny B. Goode» (1988)                 | 4:29     |  |
| 12. | «Painkiller» (1990)                      | 6:11     |  |
| 13. | «A Touch of Evil» (1990)                 | 4:37     |  |

### En vivo en Dallas Texas 1986
| N.º | Título                                             | Duración |  |
| 1.  | «Out in the Cold»                                  | 5:15     |  |
| 2.  | «Locked In»                                        | 4:56     |  |
| 3.  | «Heading Out to the Highway»                       | 4:42     |  |
| 4.  | «Breaking the Law»                                 | 2:30     |  |
| 5.  | «Love Bites»                                       | 5:42     |  |
| 6.  | «Some Heads Are Gonna Roll»                        | 4:50     |  |
| 7.  | «The Sentinel»                                     | 5:18     |  |
| 8.  | «Private Property»                                 | 4:55     |  |
| 9.  | «Desert Plains»                                    | 4:46     |  |
| 10. | «Rock You All Around the World»                    | 4:51     |  |
| 11. | «The Hellion/Electric Eye»                         | 4:15     |  |
| 12. | «Turbo Lover»                                      | 6:09     |  |
| 13. | «Freewheel Burning»                                | 4:35     |  |
| 14. | «The Green Manalishi (With the Two-Pronged Crown)» | 5:10     |  |
| 15. | «Parental Guidance»                                | 4:51     |  |
| 16. | «Living After Midnight»                            | 5:50     |  |
| 17. | «You've Got Another Thing Comin'»                  | 8:24     |  |
| 18. | «Hell Bent for Leather»                            | 4:07     |  |
| 19. | «Metal Gods» (créditos finales)                    |          |  |

### Actuaciones en la BBC
Entre paréntesis el programa de televisión y fecha en el que fue grabado:

| N.º | Título                                                                         | Duración |  |
| 1.  | «Rocka Rolla» (The Old Grey Whistle Test, grabado el 25 de abril de 1975)      | 3:15     |  |
| 2.  | «Dreamer Deceiver» (The Old Grey Whistle Test, grabado el 25 de abril de 1975) | 6:29     |  |
| 3.  | «Take On the World» (Top of The Pops, grabado el 25 de enero de 1979)          | 2:26     |  |
| 4.  | «Evening Star» (Top of The Pops, grabado el 17 de mayo de 1979)                | 2:39     |  |
| 5.  | «Living After Midnight» (Top of The Pops, grabado el 27 de marzo de 1980)      | 3:16     |  |
| 6.  | «United» (Top of The Pops, grabado el 28 de agosto de 1980)                    | 3:09     |  |

## Músicos
- Rob Halford: voz
- K.K. Downing: guitarra eléctrica
- Glenn Tipton: guitarra eléctrica
- Ian Hill: bajo
- Scott Travis: batería en «A Touch of Evil» y «Painkiller» (videos musicales)
- John Hinch: batería en «Rocka Rolla» y «Dreamer Deceiver» (The Old Grey Whistley Test)
- Les Binks: batería en «Take On the World» y «Evening Star» (Top of the Pops)
- Dave Holland: batería en videos musicales (excepto «A Touch of Evil» y «Painkiller») y en vivo - Dallas, Texas 1986